# Partido judicial de San Fernando
El Partido judicial de San Fernando es uno de los 125 partidos judiciales en los que se divide la Comunidad Autónoma de Andalucía (España), siendo el partido judicial n.º 9 de la provincia de Cádiz. Este partido comprende exclusivamente a la ciudad gaditana de San Fernando, que cuenta con una población total de 97.578 habitantes. La localidad de San Fernando cuenta con los siguientes tribunales:
- Juez Decano de San Fernando

- Juzgado de Primera Instancia e Instrucción n.º 1[4]

- Juzgado de Primera Instancia e Instrucción n.º 2[5]

- Juzgado de Primera Instancia e Instrucción n.º 3[6]

En la actualidad este partido judicial solo cubre el municipio de San Fernando. Hasta 1988 los municipios de Alcalá de los Gazules, Benalup-Casas Viejas, Paterna de Rivera y Medina Sidonia dependían judicialmente de San Fernando; en ese año estas localidades fueron transferidas al partido judicial de Chiclana de la Frontera. No obstante, estos cuatro municipios siguen perteneciendo al partido de San Fernando en lo que respecta a las elecciones a la Diputación Provincial de Cádiz, conformando una circunscripción que elige tres diputados provinciales.